# Helianthus argophyllus
Helianthus argophyllus — вид квіткових рослин з родини айстрових (Asteraceae).

## Біоморфологічна характеристика
Це однорічник 100–300 см. Стебла (сріблясто-білі) прямовисні. Листки переважно стеблові; переважно чергуються; листкові ніжки 2–10 см; листкові пластинки від яйцеподібних до ланцетно-яйцюватих, 15–25 × 10–20 см, абаксіально (низ) шерстисті, краї цілісні чи зубчасті. Квіткових голів 1–5. Променеві квітки 15–20; пластинки 20–30 мм. Дискові квітки 150+; віночки 6.5–7.5 мм, частки червонуваті, пиляки темні. Ципсели 4–6 мм, голі. 2n = 34. Цвітіння: пізнє літо — осінь.

## Умови зростання
Це ендемік пд. і сх. США (Флорида, Північна Кароліна, Техас). Населяє відкриті ділянки, піщані ґрунти; 0–30+ метрів; інтродукований до Аргентини, Австралії, південного сходу Африки, о. Тонга і Багами.

## Значущість
H. argophyllus є вторинним генетичним родичем культивованого соняшнику H. annuus і родичем четвертої групи таксонів топінамбура H. tuberosus. Його вже використовували для виведення генів соняшнику, які забезпечують відновлення родючості, стійкість до борошнистої роси та інших хвороб; цей вид також має потенціал для надання посухостійкості соняшнику. Рід Helianthus приваблює велику кількість місцевих бджіл. Цей вид також використовується як декоративний на Фіджі.